# واين بيري
واين بيري (بالإنجليزية: Wayne Berry)‏ هو نقابي وسياسي أسترالي، ولد في 14 نوفمبر 1942 في سيدني في أستراليا. حزبياً، نشط في حزب العمال الأسترالي. وقد انتخب عضو الجمعية التشريعية الأسترالية لمقاطعة العاصمة الأسترالية ‏ عن دائرة Ginninderra electorate ‏ (18 فبراير 1995 – 18 أكتوبر 2008) وانتخب عضو الجمعية التشريعية الأسترالية لمقاطعة العاصمة الأسترالية ‏ (4 مارس 1989 – 18 فبراير 1995).